# James Deen
James Deen, pseudoniem van Bryan Matthew Sevilla, (Los Angeles County, 7 februari 1986) is een Amerikaans pornoacteur. Deen, wiens alias een verwijzing is naar de Amerikaanse acteur James Dean, werd vooral bekend vanwege zijn atypische uiterlijk voor een pornoacteur.

## Biografie

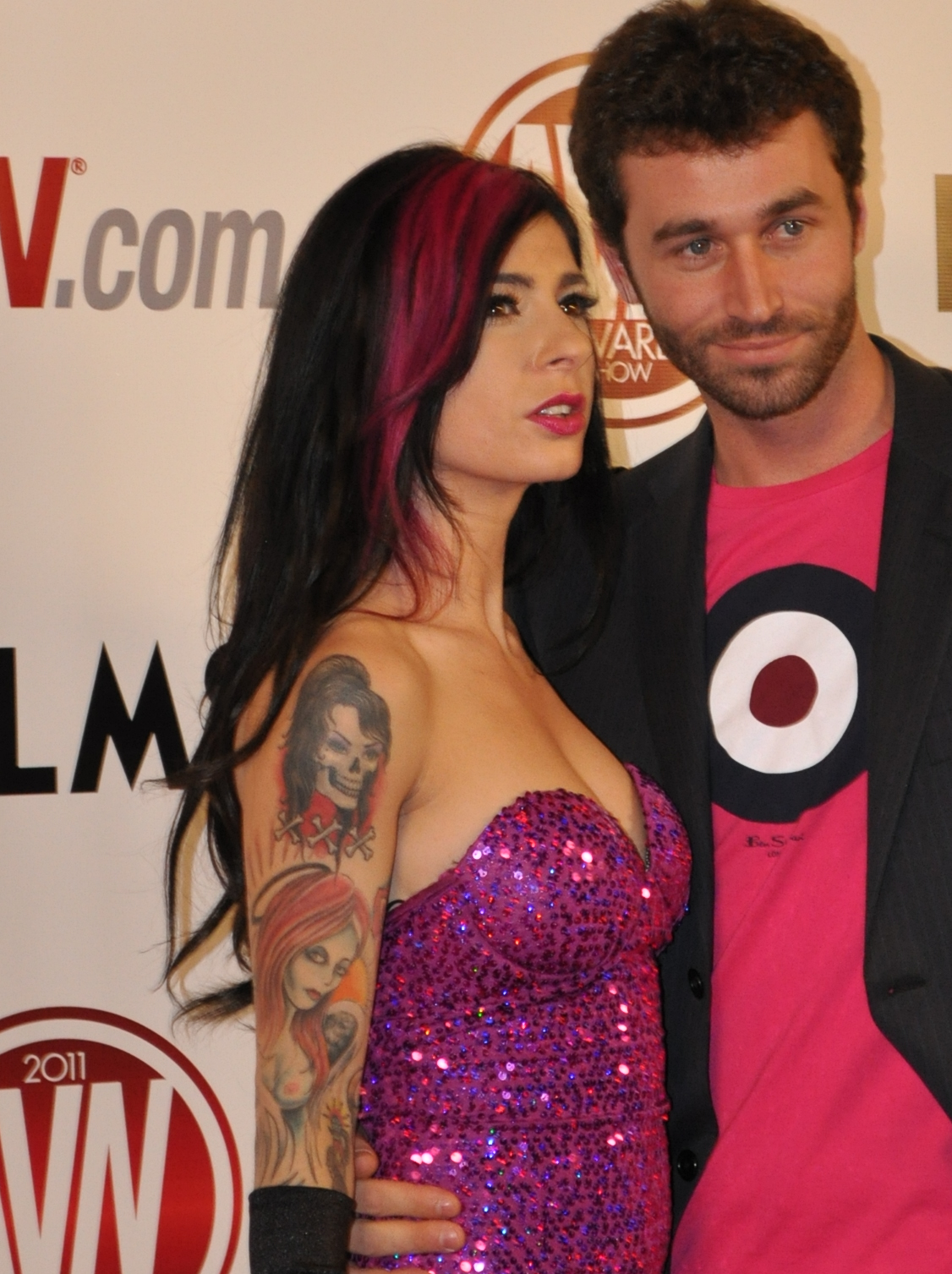
Deen en Joanna Angel

Deen werd in 1986 geboren als Bryan Matthew Sevilla. Hij groeide op in Pasadena (Californië). In 2004 slaagde hij voor zijn middelbareschoolopleiding, waarna hij lessen begon te volgen aan een community college. Deen was al op jonge leeftijd geïnteresseerd in seks en pornografie. Toen hij pornoactrice Jenna Jameson in een radioprogramma na een zoveelste vraag tegen een mannelijke fan hoorde zeggen hoe je in de porno-industrie kunt komen, besloot hij haar cynische adviezen (masturberen in het openbaar en klaarkomen op commando) op te volgen. Op achttienjarige leeftijd maakte hij zijn debuut in een pornofilm.
Tussen 2004 en 2015 maakte hij als acteur meer dan tweeduizend pornofilms, een fractie daarvan deed hij als regisseur. In 2009 werd de toen tweeëntwintigjarige Deen, als jongste pornoacteur ooit, door het erotische tijdschrift AVN uitgeroepen tot beste mannelijke performer van het jaar. Diverse andere prijzen zouden de jaren erop volgen. Deen heeft een relatief grote fanschare onder tienermeisjes, iets wat ongewoon is binnen de porno-industrie. Naast zijn werkzaamheden als pornoacteur en -regisseur heeft hij onder meer zijn eigen webserie James Deen Loves Food en verkoopt hij producten via zijn webwinkel.
Deen speelde in 2013, naast actrice Lindsay Lohan, in de soft-erotische neo noir The Canyons. Hij is van joodse komaf en heeft relaties gehad met pornoactrices Joanna Angel (2005-2011) en Stoya (2012-2014). Tegen zijn productiemaatschappij werd in 2016 een boete van bijna 80.000 dollar geëist voor het niet verstrekken van condooms aan de sekswerkers.